# Жошуй
Жошуй (Едзингол, в горното и средно течение – Хайхъ) (на китайски: 黑河; на пинин: Hēihé) е река в Северен Китай, в провинция Гансу и автономен регион Вътрешна Монголия, губеща се в пясъците на пустинята Алашан. Дължината ѝ е 630 km (заедно с лявата съставяща я река Гуанджоухъ – 821 km), а площта на водосборния ѝ басейн е 78 600 km². Двете съставящи я реки Гуаджоухъ и Жиъркъхъ водят началото си от ледниците в хребетите Цилянинан и Таолайшан в планината Наншан. След образуването си под името Хайхъ чрез дълбоко и тясно дефиле проломява централните части на Kаншан и югозападно от град Джанъе, на 1620 m н.в. излиза от планините. Тук Хайхъ завива на северозапад и тече по югозападната периферия на пустинята Алашан. След това, вече под името Жошуй (или Едзингол), завива на север, навлиза в западната част на пустинята и се разклонява на два ръкава (Ихгол – ляв и Марингол – десен), като водите ѝ постепенно намаляват и се губят в пясъците. Само при много високи води, но не всяка година, водите от двата ръкава достигат до езерата Гашуннур (на запад) и Согонур (на изток). Основни притоци: леви – Гуанджоухъ, Чинкуангхъ, Лиюнхъ, Сидахъ; десни – Жиъркъхъ, Шанданхъ. Има ясно изразено лятно пълноводие в резултат от топенето на снеговете и ледниците, а през зимата и пролетта значително намалява. Голяма част от водите ѝ се използват за напояване.